# كياوتشي
كياوتشي هي بلدية في مقاطعة إزرنية في منطقة مليزة بجنوب إيطاليا، وتقع على بعد حوالي 25 كيلومتر (16 ميل) شمال غرب كمبباسة وحوالي 15 كيلومتر (9 ميل) شمال شرق إزرنية.
تقع البلدية على حدود البلديات التالية: تشيفيتانوفا ديل سانيو، بيسكولانسيانو، بييترابوندانتي، سيسانو ديل موليز.